# Vall de Subenuix
La vall de Subenuix és una vall d'origen glacial del vessant sud dels Pirineus que desemboca a la dreta de la capçalera de la vall del riu Escrita. Es troba dintre del Parc Nacional d'Aigüestortes i Estany de Sant Maurici. Segueix una direcció rectilínia sud-nord. Excepte en la seva obertura pel nord a l'estany de Sant Maurici, la vall està rodejada d'una carena continua d'altes muntanyes, entre les quals destaca el Pic de Subenuix de 2.950,2 metres d'altitud.
És una vall penjada sobre l'estany de Sant Maurici que va ascendint de forma esglaonada. En la part inferior de la vall hi han dos estanys, l'estany de Subenuix a 2.194 metres i l'estany Xic de Subenuix a 2.273 metres. A partir d'aquesta alçada la vall s'eleva de forma ràpida fins a arribar per sobre els 2.900 metres dels cims més alts.
La vall està inclosa en el terme municipal d'Espot, a la comarca del Pallars Sobirà.
El topònim Subenuix deriva del basc çubi, designació de pont. El nom deu referir-se al pontarró pel qual el camí ral del Portarró d'Espot travessa el riu de Subenuix uns 300 metres abans de desaiguar a l'estany de Sant Maurici.

## Geografia

### Cims, serres i colls
En el sentit de les agulles del rellotge, començant en el punt més al nord i a l'est, es troben els següents elements geogràfics:

#### Vessant oriental (E)
El vessant oriental separa la vall de Subenuix de la vall de Monestero. Està composta per una sèrie de pics per sobre els 2.500 metres amb alguns colls que permeten el pas entre les dues valls.
- Roca de l'Estany, de 2.508 metres.
- Collada dels Cantals, que comunica la vall de Subenuix i la vall de Monestero.
- Pic dels Feixans del Prat, de 2.696 metres.
- Collada de Coter, que permet el pas entre la vall de Subenuix i la vall de Monestero.
- Agulles de Monestero, conjunt escarpat de pics.
- El Pic Morto, de 2.902 metres.

#### Vessant meridional(S)
El vessant sud separa la vall de Subenuix, pertanyent al municipi d'Espot, de la conca de l'estany Tort, situada a la capçalera de la vall Fosca i pertanyent al municipi de la Torre de Cabdella. Els pics més rellevants són els següents:
- El Pic Morto, de 2.902 metres.
- Pic de Subenuix, de 2.950,2 metres.

#### Vessant occidental (O)
La meitat sud del vessant occidental és una línia divisòria d'aigües, doncs separa la coma dels Pescadors, pertanyent a la conca del Noguera Ribagorçana de la vall de Subenuix, que pertany a la conca de la Noguera Pallaresa. La meitat nord del vessant separa la vall de Subenuix de les Marrades del Port, coll que permet l'accés al Portarró d'Espot des de l'estany de Sant Maurici. La carena està formada pels següents accidents geogràfics:
- Coll Sud de Subenuix, situat a 2.777,6 metres d'altitud. Permet el pas entre la vall de Subenuix i la Coma dels Pescadors, vall estreta les aigües de la qual son tributàries del riu Noguera Ribagorçana.
- Pic Inferior de Subenuix, de 2.878 metres d'altitud.
- Serra de Subenuix, serralada escarpada amb una altitud màxima de 2.635 metres.
- Coll Nord de Subenuix, situat a 2.508 metres d'altitud. Permet el pas entre la vall de Subenuix i la Coma dels Pescadors, vall estreta les aigües de la qual son tributàries del riu Noguera Ribagorçana.
- Agulla del Portarró, de 2.675 metres.

#### Límit septentrional (N)
La vall desemboca pel nord sobre l'estany de Sant Maurici.

### Estanys i Rius
La vall està solcada per un corrent d'aigua, anomenat barranc de Subenuix a la capçalera de la vall i ribera de Subenuix a la meitat inferior. El riu neix a la Collada dels Pescadors, i als 2.273 metres d'altitud forma l'estany Xic de Subenuix, i tot seguit l'estany de Subenuix (de 2,6 hectàrees de superfície
). El riu segueix el seu curs cap al nord, alimentat per nombrosos torrents originats als dos vessants de la vall, fins a desaiguar a l'estany de Sant Maurici als 1.909 metres.